# Nematomorfs
Els nematomorfs (Nematomorpha) o gordiacis (Gordiacea) constitueixen un fílum de cucs paràsits, que són superficialment similars als nematodes. Posseeix simetria bilateral, són triblàstics i no tenen metamerització. Se'ls por trobar en abeuradors, piscines, rierols, bassals i cisternes.
Els cucs adults tenen vida lliure, però les larves són paràsites d'artròpodes, com ara escarabats, paneroles, màntids, ortòpters i crustacis. Es coneixen unes 351 espècies d'aigua dolça i una estimació conservadora suggereix que hi pot haver unes 2.000 espècies d'aigua dolça a tot el món.

## Característiques

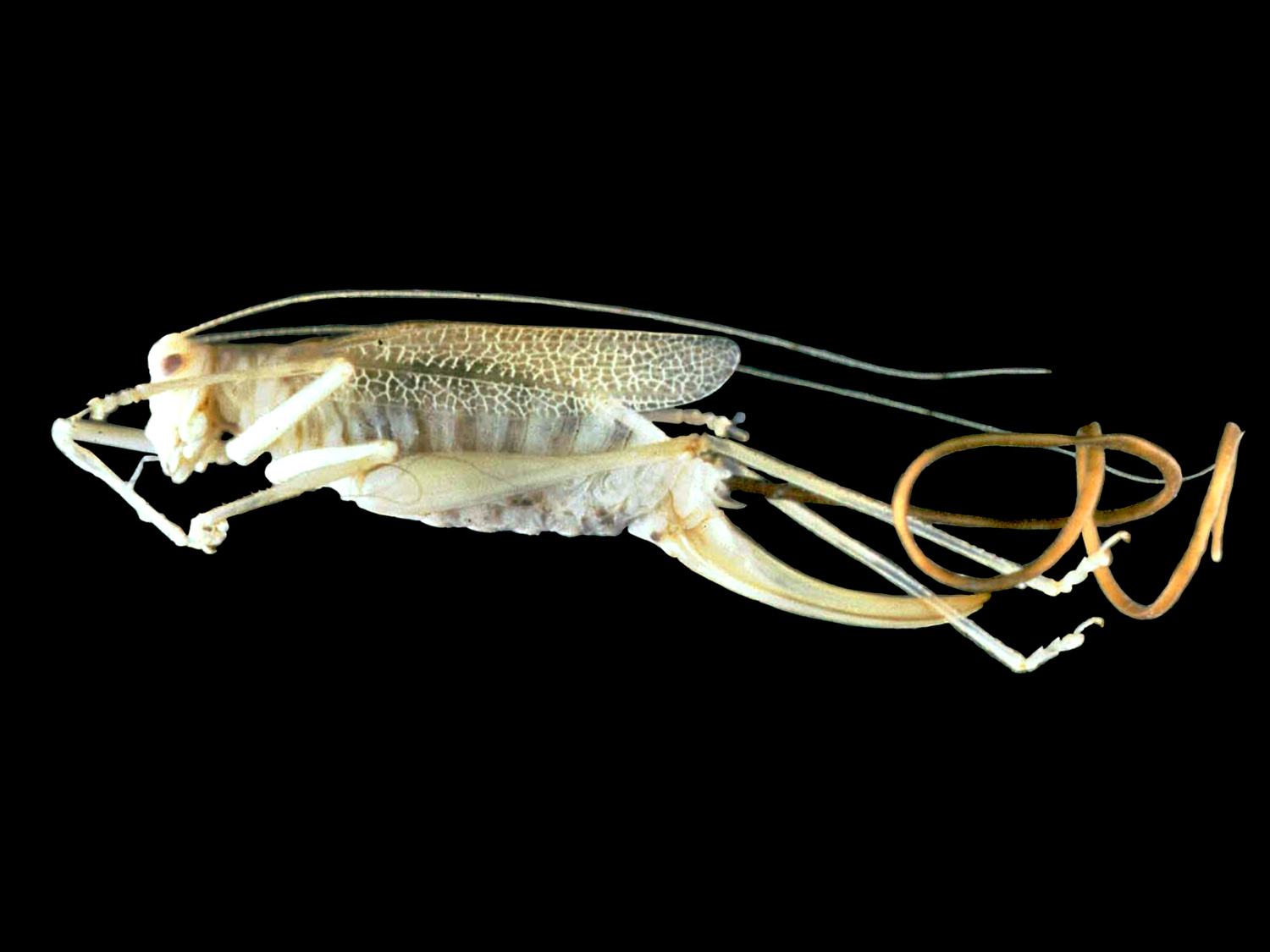
Spinochordodes tellinii sortint del seus hospedaror.

La majoria de les espècies tenen una mida d'entre 5 i 10 centímetres de llarg, arribant als 2 metres en casos extrems, i només d'1 a 3 mil·límetres de diàmetre.
Els nematomorfs posseeixen una cutícula externa sense cilis. Internament, només tenen músculs longitudinals, i no tenen aparells excretor, respiratori ni circulatori. El sistema nerviós consisteix en un anell nerviós prop de l'extrem anterior de l'animal i un cordó nerviós ventral que recorre el cos. Els adults no tenen boca i la faringe degenera en una massa sòlida. L'intestí és molt llarg i recorre tota la longitud de l'animal. A l'extrem posterior hi ha una cloaca per la qual s'alliberen els gàmetes. L'intestí té funció excretora.
Tenen els sexes separats i fecundació interna; la posta consisteix en cordons gelatinosos d'ous. Els adults tenen gònades cilíndriques que s’obren cap a la cloaca. Les larves tenen anells de ganxos cuticulars i estils terminals que es creu que s’utilitzen per entrar als hostes. En certs gèneres s'observa dimorfisme sexual a l'extrem posterior del cos. En Gordius, el mascle presenta l'extrem posterior bilobulat, mentre que les femelles tenen un sol lòbul. La femella de Paragordius té l'extrem posterior dividit en tres lòbuls.

## Història natural
Quan arriben a l'edat adulta, surten de l'hoste i passen a viure al medi aquàtic. Durant la curta vida de l'adult, mascles i femelles es busquen fins que, al trobar-se, es retorcen uns sobre els altres, formant un cabdell durant la còpula, que recorda a el nus gordià, d'on prové el nom de gordiacis. El mascle diposita un espermatòfor dins la cloaca de la femella, del qual surten els espermatozoides. Les postes solen ser cordons irregulars que es fixen a les pedres o a les plantes aquàtiques; les femelles queden enrotllades al voltant de la posta.
La larva dels nematomorfs es coneix com a equinoderoide i té una vida lliure durant un cert temps; presenta un aparell perforador anterior formant per estilets i espines, mitjançant el qual penetren dins l'hoste, on viuen a l’interior de l'hemocel tot absorbint els nutrients directament a través del tegument. El desenvolupament a la forma adulta triga setmanes o mesos, i la larva muda diverses vegades a mesura que creix de mida. Finalment, perfora el tegument de l'hoste en una zona pròxima a l'anus i emergeix en estat adult.